# Jacques Bialski
Jacques Bialski né le 3 octobre 1929 à Dunkerque (Nord) et mort le 10 juin 2013 dans la même ville  est un homme politique français.

## Biographie
Fils d'immigrés polonais venus s'installer en France en 1921, Jacques Bialski voit le jour le 3 octobre 1929 à Dunkerque (Nord). Il lie son destin à cette cité portuaire bordée par la mer du Nord. Il y accomplit ainsi toute sa carrière professionnelle en tant que cadre administratif chargé de la gestion du personnel dans une entreprise de réparation navale.
C'est également à sa ville natale qu'il consacre l'essentiel de son engagement politique. Adhérent à la SFIO en 1953. Il est ainsi élu secrétaire de la section du Parti socialiste de Dunkerque et devient membre de la commission exécutive de la puissante fédération socialiste du Nord.
En mars 1973, Albert Denvers, député de la onzième circonscription du Nord, le choisit comme suppléant lors des élections législatives. Jacques Bialski se porte ensuite candidat aux élections sénatoriales du 22 septembre 1974 sur la liste socialiste conduite par le maire de Roubaix, Victor Provo. Placé en cinquième position d'une liste qui, avec 1 456 des 4 809 suffrages exprimés, obtient trois sièges, il n'est pas élu. Il prend toutefois date et obtient dès cette même année 1974 son premier mandat électif, celui de conseiller régional du Nord-Pas de Calais. Il siège à l'assemblée régionale jusqu'en 1986, y exerçant la première vice-présidence à partir de 1981.
Il consolide dès lors son implantation locale. S'il est Conseiller général du canton de Grande-Synthe de 1982 à 1985, c'est à la municipalité dunkerquoise qu'il consacre l'essentiel de son temps. S'il échoue dans la conquête de la mairie contre Claude Prouvoyeur en 1983, il siège sans discontinuer au conseil municipal de Dunkerque de 1983 à 2001, en qualité d'adjoint au maire, Michel Delebarre, de 1989 à 1995, puis de premier adjoint jusqu'en 2001. Il est également premier vice-président de la Communauté urbaine de Dunkerque de 1989 à 2001.
Parallèlement à ses mandats locaux, il mène une carrière parlementaire à partir de 1979. Le 1er avril de cette année, il a en effet été proclamé sénateur du Nord en remplacement de René Debesson, démissionnaire pour raisons de santé, dont il était le suivant de liste. Jacques Bialski est ensuite réélu à deux reprises. Le 25 septembre 1983, il conduit la liste du Parti socialiste qui recueille 1 626 des 5 445 suffrages exprimés et obtient trois élus. Puis le 27 septembre 1992, il est deuxième sur la liste socialiste dirigée par le maire de Lille Pierre Mauroy qui réunit 1 890 des 5 500 suffrages exprimés et remporte quatre sièges.
Il se retire définitivement de la vie politique en 2001 et s'éteint dans la cité de jean Bart le 10 juin 2013, il est inhumé au cimetière de Dunkerque.

## Distinctions
- Chevalier de la Légion d'honneur ( (par décret du 31 décembre 1997)[6].
- Chevalier de l'ordre des Palmes académiques[7].

## Détail des fonctions et des mandats
Mandats locaux
- 1973 - 1978 : Député suppléant de la Onzième circonscription du Nord[9]
- 1981 - 1986 : 1er vice-président du conseil régional du Nord-Pas-de-Calais
- 1983 - 1989 : Conseiller municipal de Dunkerque
- 1982 - 1985 : Conseiller général du canton de Grande-Synthe
- 1989 - 1995 : Adjoint au maire de Dunkerque
- 1995 - 2001 : 1er adjoint au maire de Dunkerque
- 1995 - 2001 : 1er vice-président de la Communauté urbaine de Dunkerque

Mandats parlementaires
- 1er avril 1979 - 25 septembre 1983 : Sénateur du Nord
- 25 septembre 1983 - 27 septembre 1992 : Sénateur du Nord
- 27 septembre 1992 - 2 juillet 1997 : Sénateur du Nord